# Сеїд
Сеї́д, або саїд (араб. سيد‎‎ — вождь, пан, господар) — почесний титул у мусульман. В багатьох хадисах це слово вживається у значенні вождя племені, керівника общини, господаря рабів. Сам пророк Мухаммед носив титули Сеїд ас-Сакалайн (володар двох світів), Сеїд аль-Анбія (глава всіх пророків).
Сеїдами називали також нащадків пророка Мухаммеда від його внуків Хасана і Хусейна. Пізніше нащадків Хасана стали називати шаріфами. Титул сеїдів закріпився лише за нащадками Хусейна.

Мусульмани з великою повагою ставились до нащадків Хасана і Хусейна. Та вони часто піддавались переслідуванням і жорстокому ставленню з боку деяких халіфів, особливо за часів правління династії Омеядів. Після приходу до влади Аббасидів становище сеїдів значно покращилось. Одначе, переслідування деяких пролітично небезпечних нащадків Мухаммеда продовжувалося і за часів їх правління.

Пізніше в халіфаті Фатімідів, Османській імперії та інших мусульманських державах були навіть створені спеціальні державні органи, які займались справами нащадків пророка Мухаммеда.